# Cloruro de cobre(I)
El cloruro de cobre(I) o cloruro cuproso es una combinación química de cobre +1 y cloro -1 de fórmula empírica CuCl.

## Aspecto y Estructura
Se presenta en forma de sólido blanco, si bien expuesto prolongadamente al aire se vuelve pardo por oxidación a de cobre(II), y por exposición a la luz adquiere tono verdoso.
Está formado por cristales cúbicos de estructura tipo blenda (red de Bravais cúbica simple o B3).

## Propiedades
Funde a 430 °C y hierve a 1490 °C.
Apenas es soluble en agua, pero se disuelve en amoníaco y en ácido clorhídrico por formación de compuestos de coordinación:
- CuCl(s) + Cl-(aq) → CuCl2-(aq)
- CuCl(s) + 2NH3(aq) → Cu(NH3)2Cl(aq)

## Historia
Robert Boyle preparó cloruro de cobre(I) a mediados del siglo XVII por calefacción de una mezcla de cloruro de mercurio(II) (conocido entonces como sublimado corrosivo) y cobre:
- 2Cu(s) + HgCl2(s) → 2CuCl(s) + Hg(g)

Joseph Proust lo preparó en 1779 por calentamiento al rojo en ausencia de aire de cloruro de cobre(II):
- 2CuCl2(s) → 2CuCl(s) + Cl2(g)

Es difícil conseguir que esta reacción se complete, obteniéndose en la práctica una mezcla de ambos cloruros cúprico y cuproso. No obstante, gracias a que el cloruro cúprico es muy soluble en agua mientras que el cuproso lo es muy poco, se separa el cloruro de cobre(I) puro por filtración de la masa de reacción tratada con agua.

## Presencia natural
La forma natural del CuCl es el raro mineral nantokita.